# Halliburton (Île-du-Prince-Édouard)
Pour les articles homonymes, voir Halliburton.
Halliburton est une communauté du Canada située dans le comté de Prince, sur l'Île-du-Prince-Édouard. ELle se trouve à l'ouest d'O'Leary.